# Cavatine de Saint-Saëns
Pour l’article homonyme, voir Cavatine.
La Cavatine est une pièce de musique de chambre de Camille Saint-Saëns composée en 1915, écrite pour trombone ténor avec accompagnement de piano.

## Présentation
En 1915, Camille Saint-Saëns est invité à participer à l'Exposition internationale de Panama-Pacific à San Francisco. Il y dirige notamment trois concerts consacrés à ses œuvres, dont Hail! California, partition composée spécialement pour l'occasion, donne des conférences et récitals et assiste à des concerts du Boston Symphony Orchestra. Le directeur musical de l'exposition universelle est George W. Stewart (1851-1940), tromboniste de formation, qui se lie d'amitié avec Saint-Saëns. C'est à son intention que le compositeur décide de consacrer une pièce au trombone. La partition, Cavatine pour trombone ténor avec accompagnement de piano, est rapidement écrite, peu après son retour en Europe effectué à bord du Rochambeau, à l'été 1915, à Paris,.    
George W. Stewart, après réception d'un exemplaire de la partition, écrit à Saint-Saëns, :     
« Delighted beyond measure with Cavatina. It is unquestionably the most beautiful composition ever written for trombone. »
« Charmé par la Cavatine au-delà de toute mesure. Sans conteste la plus belle œuvre jamais écrite pour le trombone. »
Ce qui fait écrire Saint-Saëns à son éditeur Jacques Durand : « Il est vrai qu'on a peu écrit pour ce fulgurant instrument et l'on sait qu'il est facile d'être roi dans le royaume des aveugles, fût-on borgne ! »,,.    
On ne sait pas si l'œuvre a été créée du vivant du compositeur. Après sa mort, survenue en 1921, la Cavatine est en tout cas imposée au Concours du Conservatoire de Paris en 1922, en hommage à Saint-Saëns. Les élèves de la classe de Louis Allard sont ainsi, possiblement, les créateurs de l'œuvre, durant les épreuves publiques du concours, le 24 juin 1922.    

## Structure et analyse
La pièce, d'une durée moyenne d'exécution de cinq minutes environ, est en ré bémol majeur, à 
, Allegro. Saint-Saëns, comme Berlioz, n'ignorait pas que « le ton de ré bémol est un des plus favorables à cet instrument ».
Pour le musicologue Dominik Rahmer, « le titre de Cavatine choisi par Saint-Saëns — à l'opéra, ce terme désigne en général un air plutôt court et sobre — n'évoque pas sans raison la musique vocale. Bien que les accords brisés et les gammes du début soient d'inspiration typiquement instrumentale, dans l'ensemble Saint-Saëns met en avant les aspects lyriques et mélodieux de la musique et favorise les qualités chantantes du trombone ».
La Cavatine, dédiée à George W. Stewart et publiée par Durand en 1915, porte le numéro d'opus 144 et, dans le catalogue des œuvres du compositeur établi par la musicologue Sabina Teller Ratner, le numéro 140.
L'œuvre reste aujourd'hui un des piliers du répertoire de l'instrument.

## Discographie
- Camille Saint-Saëns : Les sonates pour instruments à vent, Jacques Toulon (trombone) et Annie d'Arco (piano), Arpège 1975, réédition Calliope 2004 (CAL 4819) et Indésens Records 019, 2013[9].
- Camille Saint-Saëns : Musique de chambre avec vents, CD 1, Guillaume Cottet-Dumoulin (trombone) et Laurent Wagschal (piano), Indésens Records 010, 2010[10].
- Camille Saint-Saëns Edition, CD 13, Ian Bousfield (en) (trombone) et Alison Procter (piano), Warner Classics 0190296746048, 2021[11].

### Éditions
- Camille Saint-Saëns, Cavatine pour trombone ténor avec accompagnement de piano, Durand, 1915 (lire en ligne).
- Camille Saint-Saëns (préf. Dominik Rahmer), Cavatine pour trombone et piano, G. Henle Verlag, coll. « Urtext », 2012 (ISMN 979-0-2018-1119-2, présentation en ligne, lire en ligne).

### Ouvrages
- Jean-Alexandre Ménétrier, « Camille Saint-Saëns », dans François-René Tranchefort (dir.), Guide de la musique de chambre, Paris, Fayard, coll. « Les Indispensables de la musique », 1989, 995 p. (ISBN 2-213-02403-0), p. 752–763.
- (en) Sabina Teller Ratner, Camille Saint-Saëns 1835-1921 : A Thematic Catalogue of his Complete Works, vol. I : The Instrumental Works, Oxford University Press, 2002, 628 p. (ISBN 0-19-816320-7).
- Jean Gallois, Camille Saint-Saëns, Liège, Mardaga, coll. « Musique-Musicologie », 2004 (ISBN 2-87009-851-0).